# میتل‌پلاته

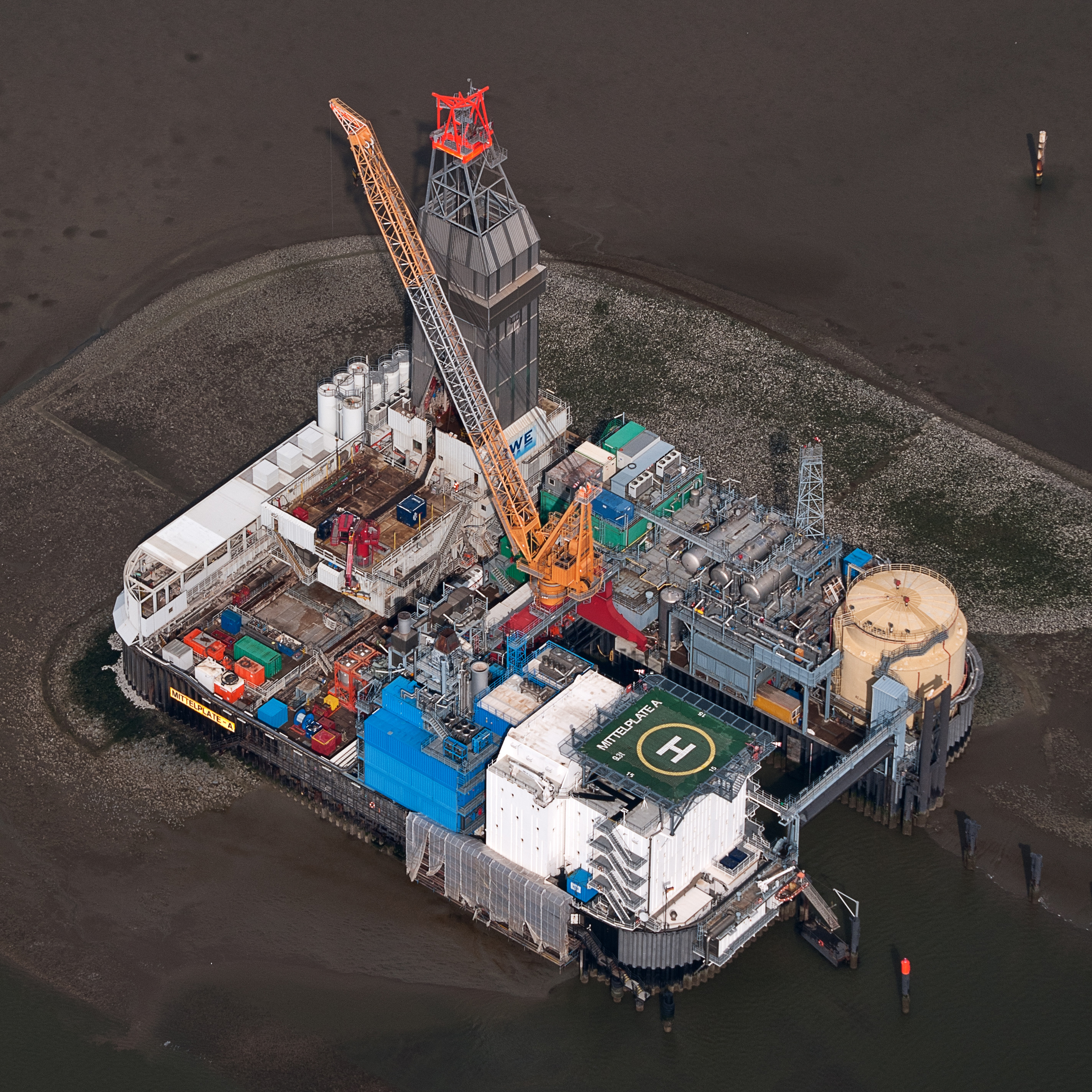
سکوی حفاری میتل‌پلاته در دریای شمال.

میتل‌پلاته (به آلمانی: Mittelplate) نام بزرگ‌ترین میدان نفتی آلمان در دریای شمال است. بیش از ۶۵٪ ذخایر نفت آلمان در این میدان نفتی قرار دارد.
نفت خام استخراج‌شده از میتل‌پلاته از طریق یک خط لوله ۵/۷ کیلومتری به سواحل آلمان منتقل می شود.